# Miconia klotzschii
Miconia klotzschii är en tvåhjärtbladig växtart som beskrevs av José Jéronimo Triana. Miconia klotzschii ingår i släktet Miconia och familjen Melastomataceae. Inga underarter finns listade i Catalogue of Life.